# Paul Richard Alexander
Paul Richard Alexander (30 tháng 1 năm 1946  –  11 tháng 3 năm 2024) là một luật sư, nhà văn người Mỹ. Ông bị bệnh bại liệt từ năm 6 tuổi. Paul Alexander được nhiều người biết đến là một trong những người cuối cùng sống trong lá phổi sắt sau khi mắc bệnh bại liệt vào năm 1952 cho đến nay.

## Bối cảnh và giáo dục
Alexander mắc bệnh bại liệt năm 6 tuổi và bị liệt suốt đời, chỉ có thể cử động đầu, cổ và miệng.
Trong đợt bùng phát bệnh bại liệt lớn ở Hoa Kỳ vào cuối những năm 1950, hàng trăm trẻ em xung quanh Dallas, Texas, bao gồm cả Alexander, đã được đưa đến Bệnh viện Parkland. Ở đó, họ được điều trị trong một khu phổi sắt một giờ mỗi ngày. Alex từng suýt chết trong bệnh viện trước khi một bác sĩ nhận thấy ông ngừng thở và vội vàng đưa ông vào một lá phổi sắt để giúp anh tiếp tục thở.
Alexander là một trong những học sinh học tại nhà đầu tiên của Khu Học Chánh Dallas. Ông học cách ghi nhớ thay vì ghi chép. Ở tuổi 21, ông tốt nghiệp hạng nhì trong lớp từ W.W. Samuell High vào năm 1967 trở thành người đầu tiên tốt nghiệp từ một trường trung học Dallas mà không cần tham gia một lớp học. Một học bổng đã đưa ông ấy vào học tại Đại học Southern Methodist sau đó Alex được chuyển tiếp đến Đại học Texas tại Austin, nơi ông lấy bằng cử nhân vào năm 1978, sau đó lấy bằng JD (luật) vào năm 1984. Ông nhận được một công việc giảng dạy thuật ngữ pháp lý cho các nhà mã hóa tòa án tại trường thương mại Austin trước khi tuyên thệ trở thành luật sư vào năm 1986.
Ông qua đời tại Dallas vào ngày 11 tháng 3 năm 2024, thọ 78 tuổi. Ông đã phải nhập viện vì COVID-19 vào tháng Hai. Nguyên nhân thực sự của cái chết không rõ ràng. Ông là một trong hai người cuối cùng còn sử dụng công nghệ này, cùng với Martha Lillard, người đầu tiên đưa vào phổi sắt vào năm 1953.